# Óscar Cardoso
Óscar Aníbal Piçarra de Castro Cardoso (Lisboa, 10 de Junho de 1935), inspector-adjunto da PIDE/DGS, foi o organizador dos Flechas durante a Guerra Colonial Portuguesa.

## Biografia
Nasceu em 1935. Foi aluno no Colégio Moderno e pertenceu à Mocidade Portuguesa. Ingressou na Legião Portuguesa quando frequentava o Instituto Superior de Estudos Ultramarinos. Teve que interromper os estudos para prestar serviço militar na Índia Portuguesa, em 1959/60. Pertenceu depois à GNR, até 1965, altura em que ingressou na PIDE.
Em 1966, partiu para Angola. Em Serpa Pinto, criou os Flechas, inspirado nas obras de
vários militares e guerrilheiros como Jean Lartéguy, Spencer Chapman (The jungle is neutral), T. E. Lawrence (Os Sete Pilares da Sabedoria), Mao Tse Tung (A guerra revolucionária) e Sun Tzu (A arte da guerra).
Em 1968, foi-lhe atribuído o Prémio Governador-Geral de Angola.
Esteve em Moçambique em 1971 e 1972, e em 1973 no Uíge.
Ao regressar a Lisboa, no final de 1973, com o posto de inspector-adjunto, foi colocado na Direcção dos Serviços de Informação, coordenando a informação em Angola e Moçambique.
Aquando do 25 de Abril de 1974, juntamente com outros oficiais e agentes, esteve entrincheirado na sede da PIDE na rua António Maria Cardoso. Foi preso e permaneceu detido em Caxias, Peniche e Alcoentre durante dois anos.
Após ter sido libertado, foi para a Rodésia onde trabalhou na formação dos "Batedores de Sealous" (no inglês original, Sealous Scouts), uma versão rodesiana dos Flechas, e na "Organização Central de Inteligência" (CIO - Central Inteligence Organisation), equivalente rodesiana da PIDE.
Em 1977, foi para a África do Sul, onde serviu nas forças armadas, na força aérea, saindo com o posto de coronel. Também trabalhou nos Serviços de Inteligência Militar do Exército sul-africano. Também desempenhou funções como chefe de segurança VIP.
Em 1991, regressou a Portugal. Em 1992, foi-lhe atribuída pelo governo de Cavaco Silva uma pensão vitalícia por serviços relevantes prestados à Pátria, que posteriormente viria a ser revogada nessa mesma década.